# 6798 Couperin
6798 Couperin este un asteroid din centura principală de asteroizi.

## Descriere
6798 Couperin este un asteroid din centura principală de asteroizi. A fost descoperit pe 14 mai 1993 la Observatorul La Silla de Eric Walter Elst. Asteroidul prezintă o orbită caracterizată de o semiaxă mare de 2,94 ua, o excentricitate de 0,10 și o înclinație de 0,9° în raport cu ecliptica.